# Ctenogobius
Ctenogobius és un gènere de peixos de la família dels gòbids i de l'ordre dels perciformes.

## Taxonomia
- Ctenogobius aestivaregia  (Mori, 1934)
- Ctenogobius boleosoma  (Jordan & Gilbert, 1882)
- Ctenogobius cervicosquamus  (Wu, Lu & Ni, 1986)
- Ctenogobius chengtuensis  (Chang, 1944)
- Ctenogobius clarki  (Evermann & Shaw, 1927)
- Ctenogobius claytonii  (Meek, 1902)
- Ctenogobius fasciatus  (Gill, 1858)
- Ctenogobius filamentosus  (Wu, 1939)
- Ctenogobius fukushimai  (Mori, 1934)
- Ctenogobius lepturus  (Pfaff, 1933)
- Ctenogobius manglicola  (Jordan & Starks, 1895)
- Ctenogobius parvus  (Luo, 1989)
- Ctenogobius pseudofasciatus  (Gilbert & Randall, 1971)
- Ctenogobius puncticeps  (Deng & Xiong, 1980)
- Ctenogobius saepepallens  (Gilbert & Randall, 1968)
- Ctenogobius sagittula  (Günther, 1861)
- Ctenogobius shennongensis  (Yang & Xie, 1983)
- Ctenogobius shufeldti  (Jordan & Eigenmann, 1887)
- Ctenogobius smaragdus  (Valenciennes, 1837)
- Ctenogobius stigmaticus  (Poey, 1860)
- Ctenogobius stigmaturus  (Goode & Bean, 1882)
- Ctenogobius szechuanensis  (Liu, 1940)
- Ctenogobius yaoshanensis (Luo, 1989)[2][3][4][5][6][7]